# Wilhelm Friedrich von Drescher
Wilhelm Friedrich Drescher, ab 1881 von Drescher, (* 30. Juli 1820 in Blaubeuren; † 22. November 1897 in Stuttgart) war ein württembergischer Oberamtmann.

## Leben und Beruf
Wilhelm Friedrich Drescher war der Sohn des Oberamtmanns Karl Heinrich Drescher. Er besuchte die Volks- und Lateinschule in Blaubeuren und von 1834 bis 1838 das Evangelisch-theologische Seminar in Urach. 1838 begann er mit dem Studium der Theologie, wechselte aber 1839 zum Studium der Rechts- und Staatswissenschaften in Tübingen. 1840 wurde er Mitglied und später Ehrenmitglied des Corps Suevia Tübingen. 1844 legte er die erste und 1845 die zweite höhere Dienstprüfung ab. 
Nach einem Dienstprobejahr 1844/45 beim Oberamt Balingen wurde er 1845/46 Aktuariatsverweser bei den Oberämtern Spaichingen und Balingen. Von 1846 bis 1850 arbeitete er als Oberamtsaktuar beim Oberamt Freudenstadt und ab 1850 beim Oberamt Schorndorf. 1852 war er Oberamtsverweser und von 1853 bis 1860 Oberamtmann beim Oberamt Leonberg. Es folgte von 1860 bis 1877 die Oberamtmannstelle in Backnang, von 1877 bis 1895 war er Amtsoberamtmann in Stuttgart. Seit 1894 führte er den Titel Oberregierungsrat. 1895 trat er wegen eines Gichtleidens in den Ruhestand.

## Ehrungen, Nobilitierung
- 1867 Ritterkreuz des Friedrichsordens
- 1872 Ritterkreuz 2. Klasse des Ordens der Württembergischen Krone
- 1881 Ritterkreuz 1. Klasse des Ordens der württembergischen Krone,[2] welches mit dem persönlichen Adelstitel (Nobilitierung) verbunden war.